# Nicole Uphoff
Nicole Uphoff, född 25 januari 1967 i Duisburg i Tyskland, är en framgångsrik dressyrryttare. Hon vann både det individuella guldet och lag-guldet tillsammans med det västtyska landslaget under OS 1988 i Seoul, Sydkorea. Hon gjorde sedan om bedriften under OS 1992 i Barcelona där hon tog både det individuella guldet och lag-guldet. Uphoff hade störst succé med sin häst Rembrandt som hon själv tränade när hon enbart var 14 år gammal. Mellan 1987 då hon började tävla internationellt och 1990 tog hon hela 70 Grand Prix-vinster. År 1988 slog Uphoff poängrekord med 1521 poäng och var den yngste guldmedaljören inom olympisk dressyr någonsin.

## Historia
Nicole Uphoff föddes den 25 januari 1967 i Duisburg i dåvarande Västtyskland. Hon började rida vid 9 års ålder och fick redan vid 10 års ålder sin första häst, ett sto vid namn Waldfee, som hon då började rida lektioner med för en kavallerikapten vid namn Willi Korioth. Under slutet av 1970-talet började hon bli framgångsrik inom både hoppning och dressyr som hon tävlade i tillsammans med Waldfee.
År 1980 köpte Uphoff en ny häst, Rembrandt som då var år gammal. Hon började träna honom själv vid 14 års ålder. Rembrandt blev den häst som fick absolut störst framgång med, bland annat vann hon sin första internationella tävling och blev Europamästare som Young Rider år 1987. Hon vann sedan guldet i tyska dressyrmästerskapen 1988 och fick då följa med det västtyska landslaget i dressyr för att tävla i OS i Seoul. Där vann hon tillsammans med Rembrandt både den individuella guldmedaljen och lag-guldet. 1992 upprepade hon bedriften med dubbelt guld under OS i Barcelona. Uphoff har även vunnit dubbelt guld i VM i Stockholm 1990 och dubbelt guld i EM 1989.
Uphoff slutade med ridsporten år 1996 då hon gifte sig med hoppryttaren och tyska landslagsryttaren Otto Becker, men de skilde sig 1997. Idag arbetar hon som professionell tränare i dressyr samt tävlar igen på Grand Prix-nivå. 1999 var hon med i det tyska landslaget i EM i Arnhem. Uphoff har även erhållit två titaler i Tyskland, "Germany's sportswoman of the year" och "German National Honours" för sitt medverkande i tysk ridsport. Hon är sedan 2007 gift med Andreas Selke och har två barn.

## Meriter

### Medaljer

#### Guld
- OS 1988 i Seoul  (lag)
- OS 1988 i Seoul (individuellt)
- OS 1992 i Barcelona (lag)
- OS 1992 i Barcelona (individuell)
- VM 1990 i Stockholm (lag)
- VM 1990 i Stockholm (individuell)
- VM 1994 i Haag (lag)
- EM 1987 (individuell Young Rider)
- EM 1987 (lag Young Rider)
- EM 1989 (lag)
- EM 1989 (individuell)
- EM 1991 (lag)
- EM 1995 (lag)

#### Silver
- VM 1994 i Haag (individuell)
- EM 1991 (individuell)

#### Brons
- VM 2006 i Aachen (individuell)

### Övriga meriter
- Trefaldig tysk mästare (1988, 1989, 1993)
- Två silver (1994, 1995) och ett brons (1996) i Tyska mästerskapen
- Grand Prix-guld som Young Rider redan 1987
- Totalt 70 Grand Prix-vinster
- Världsrekord i poäng 1988 med 1521 poäng.
- Yngsta ryttaren någonsin at ta OS-guld i dressyr.
- Erhållit titeln "German sportswoman of the year"
- Erhållit "German National Honours".

## Topphästar
- Rembrandt (född 1977, död 2001), brun Westfalisk häst e:Romadour II
- Rubenstein (född 1986, död 2000), mörkbrun Westfalisk häst e: Rosenkavalier ee:Romadour II